# Paklina (planina)
Pakline odnosno Paklina je planina u BiH, u regiji Tropolju (Završju).
Planina je oskudna vodom. Najviši vrh visok je 1503 metra. Dijeli Ravanjsko polje od Duvanjskog. Proteže se na sjeveroistočnom dijelu Duvanjskog polja gdje se polje sužava. Ravanjsko polje ograničuje s juga. Zapadno protječe rječica Šujica.